# Bataille d'Unken
Rébellion du Tyrol
Batailles
- Axams
- Sterzing
- Innsbrück
- Kufstein
- Volano
- Lofer
- Waidring
- Wörgl
- Strass im Zillertal
- 1re Bergisel
- 2e Bergisel
- Franzensfeste
- Pontlatzer Brücke
- 3e Bergisel
- Unken
- Lueg
- Hallein
- Melleck
- 4e Bergisel
- Pustertal
- Meran
- Sankt Leonhard in Passeier

La bataille d'Unken se déroula le 25 septembre 1809 lors de la rébellion du Tyrol. Elle s'achève par la victoire des rebelles tyroliens qui s'emparent des villes et villages de Luftenstein, Lofer, Unken et Melleck.

## Déroulement
Le 25 septembre, Speckbacher à la tête de 2 000 miliciens tyroliens attaque les garnisons bavaroises des villes et villages de Luftenstein, près de St. Martin bei Lofer, Lofer, Unken et Melleck. Les troupes bavaroises sont alors dispersées, avec seulement deux compagnies dans chaque village. Sur les 700 soldats du 1er régiment d'infanterie Leib, 50 sont tués ou blessés, 300 sont capturés, et 100 portés disparus. Le détachement de Melleck se retire au nord de Bad Reichenhall, tandis que les autres garnisons sont anéanties.